# Lichternsee
Das Naturschutzgebiet Lichternsee liegt auf dem Gebiet der Stadt Ulm in Baden-Württemberg.

## Kenndaten
Das Gebiet wurde durch Verordnung des Regierungspräsidiums Tübingen vom 16. Dezember 2014 als Naturschutzgebiet unter der Schutzgebietsnummer 4319 ausgewiesen. Der CDDA-Code lautet 555588644 und entspricht der WDPA-ID.

## Lage
Das Schutzgebiet liegt links der Donau zwischen dem Industriegebiet Donautal und dem Fluss zwischen der Brücke Ensostraße im Süden und der Kastbrücke im Norden. Genau gegenüber auf der anderen Donauseite liegt das NSG Gronne.
Die Landschaftsschutzgebiete Gögglingen und Ulm grenzen an das Naturschutzgebiet, es gehört außerdem zum FFH-Gebiet Donau zwischen Munderkingen und Ulm und nördliche Iller. Das Schutzgebiet liegt im Naturraum 04-Donau-Iller-Lech-Platte innerhalb der naturräumlichen Haupteinheit 042-Hügelland der unteren Riß.

## Schutzzweck
Schutzzweck ist der Erhalt einer für den Ulmer Raum wichtigen Auen-Stillwasserlandschaft im Überschwemmungsbereich der Donau mit unterschiedlichsten Lebens- und Rückzugsräumen einer artenreichen und gefährdeten Vogelwelt sowie eines abwechslungsreichen 
Landschaftsbilds im siedlungsnahen Raum.   